# Перунова
Перу́нова (рос. Перунова) — присілок у складі Шадрінського району Курганської області, Росія. Входить до складу Ольховської сільської ради.
Населення — 78 осіб (2010, 135 у 2002).
Національний склад станом на 2002 рік: росіяни — 87 %.